# 삼판

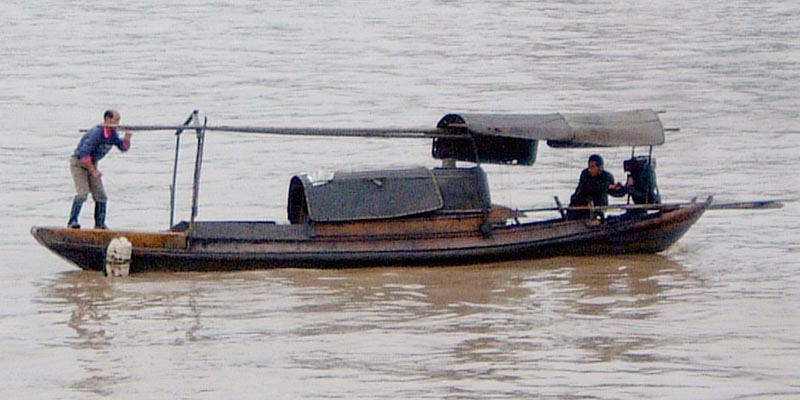
장강(양쯔강)의 삼판

삼판(sampan, 중국어: 舢舨, 병음: shānbǎn, 백화자: sam-pán)은 비교적 평평한 바닥의 중국식 나무배이다. 보통 3.5m 내지 4.5 길이로, 작은 휴식공간(shelter, 집)이 있는 종류도 있다. 강에서의 수송용으로 쓰이며, 고기잡이용으로 쓰이기도 한다. 날씨 문제로 인해 먼 바다까지 나가기는 어렵다.

## 어원
광둥어(Cantonese language)로 보트를 의미하는 三板(sam pan)에서 왔는데, 문자적으로는 한자 그대로 "세 개의 판"(three planks)을 뜻한다.
프로펠러(propelled)가 있거나 긴 스컬링(sculling) 등을 갖춘 것은 윌로(yuloh)라고 불린다.
동남아(Southeast Asia) 특히, 말레이시아, 인도네시아, 방글라데시, 베트남 , 싱가포르에서도 보인다.

## 사진

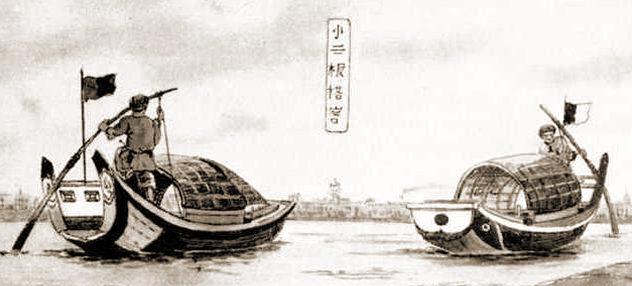
전통적인 붉은 이물(앞 부분) 삼판. 중국, 상하이
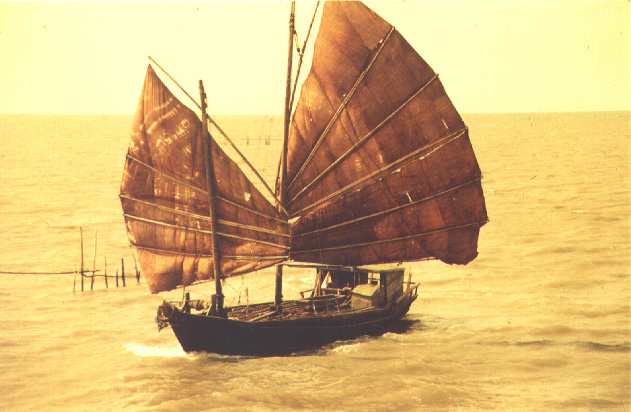
낚시하고 돌아오는 요즘 삼판. 자와섬 북쪽 해안
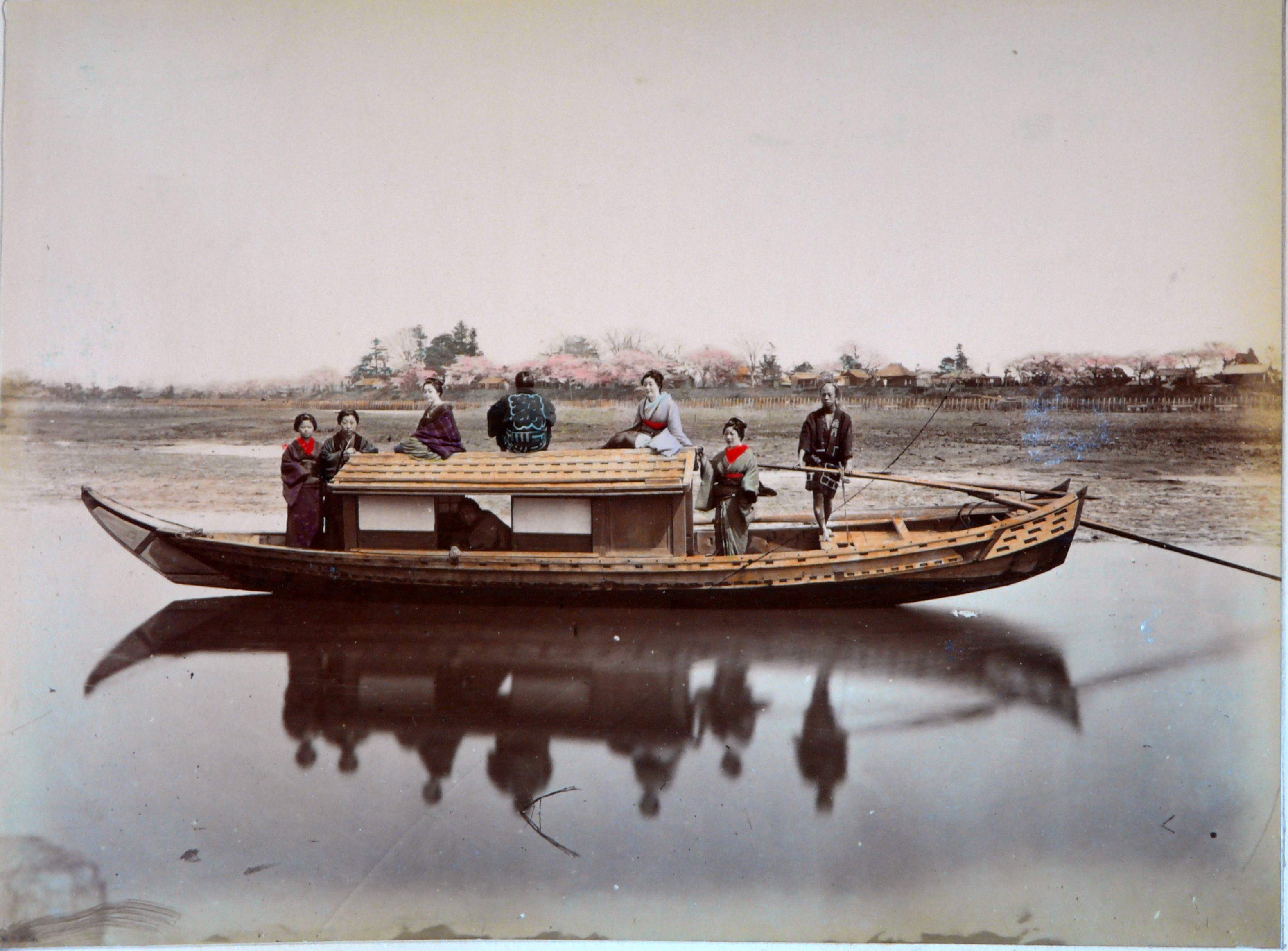
1886년 이전의 일본 삼판
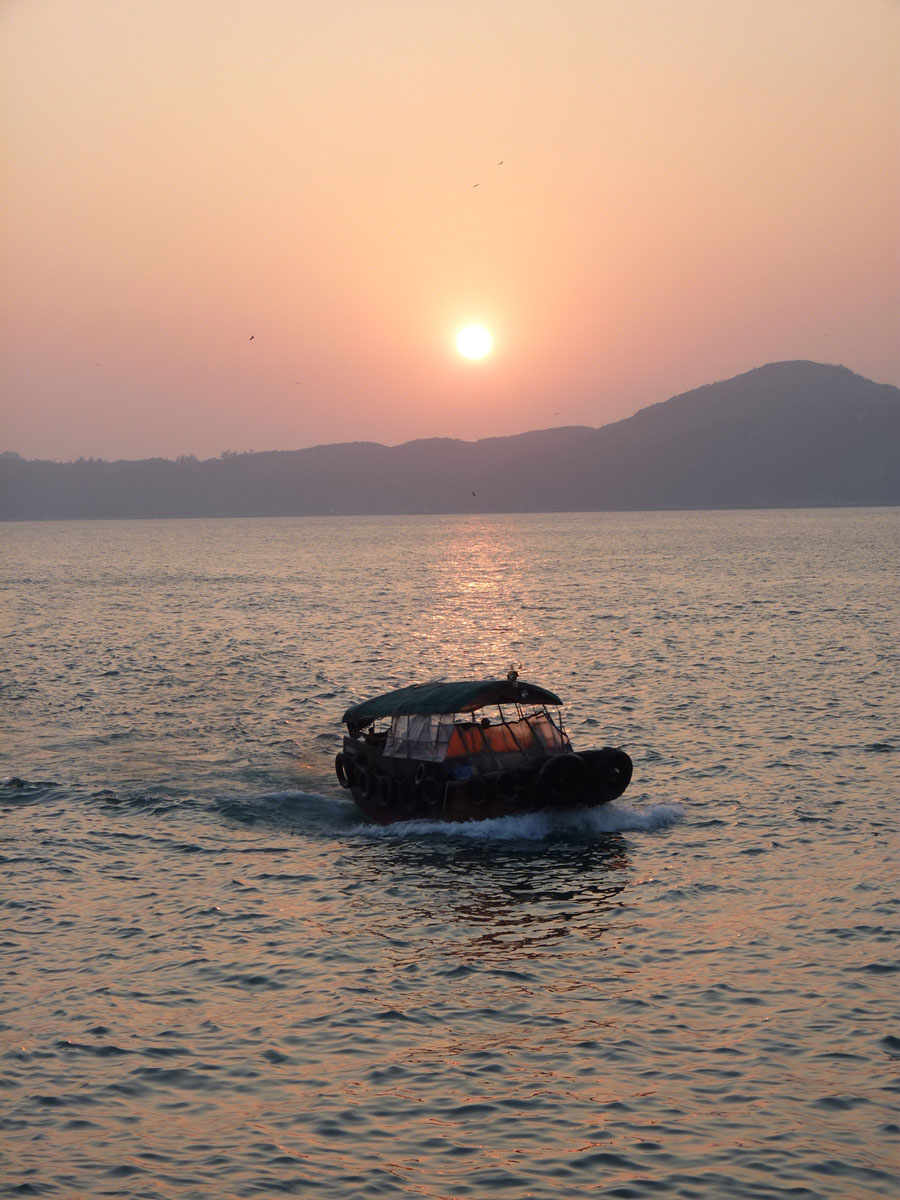
홍콩에서는 삼판이 여전히 섬 사이 승객 운송을 맡는다.